# Lynden David Hall
Pour les articles homonymes, voir Hall.
Lynden David Hall (né le 7 mai 1974 à Wandsworth dans le South London - 14 février 2006) est un auteur compositeur anglais de musique soul. Il a trois albums à son actif, a reçu un MOBO Awards et a travaillé avec Me'shell Ndegeocello.
Il meurt le 14 février 2006 des suites de la maladie de Hodgkin.
Il a fait une apparition dans le film Love actually.

## Albums
- 1997 : Medicine 4 My Pain
- 2000 : The Other Side
- 2005 : In Between Jobs'